# Riddarhuset i Riga

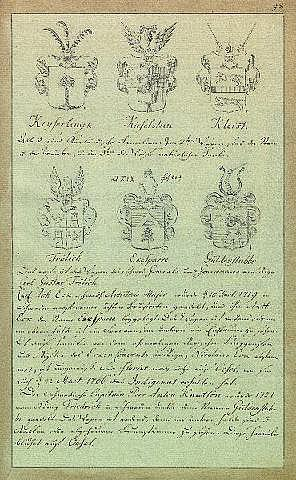
från boken Sammlung verschiedner Liefländischer Monumente av Johann Christoph Brotze

Riddarhuset i Riga (lettiska: Vidzemes bruņniecības nams) är en byggnad i Riga i Lettland, som av Livlands Riddarhus uppfördes för lantdagen i Guvernementet Livland. Det invigdes 1867 och var Lantdagens lokaler fram till Lettlands självständighet 1919. Idag inrymmer byggnaden Saeima, det lettiska parlamentet.
Huset började byggas under en period då stora delar av nuvarande Lettland var en del av det ryska kejsardömet under namnet Guvernementet Livland. Detta omfattade nuvarande norra Lettland och en stor del av nuvarande södra Estland. Livlands adel var en halvautonom feodal förläningsinstitution, vilken administrerade området på den ryska tsarens vägnar. Livlands adel, som också var känd som "riddarskapet", hade uppstått vid upplösningen av Livländska orden, en autonom gren av Tyska orden, under 1500-talet och bestod av baltisk adel. Adeln utgjorde den styrande klassen i Lettland och Estland fram till första världskriget.
Byggnaden började uppföras 1863 och ritades av Robert Pflug, en tyskbalt, och Jānis Baumanis, den första högutbildade lettiska arkitekten.
Efter det att Lettlands folkförsamling hade förklarat Lettland självständigt den 18 november 1918, var byggnaden säte för folkförsamlingen utom under en period under 1919, då företrädarna för den utropade Lettlands socialistiska sovjetrepublik kontrollerade Riga. Efter det att socialistrepubliken besegrats i lettiska självständighetskriget 1918–1920 blev byggnaden säte för Lettlands konstitutionella församling, som valdes 1920. I oktober 1921 förstördes byggnaden i en brand, varefter den restaurerades efter ritningar av Eižens Laube. Restaureringen inkluderade en ny staty av Rihards Maurs över Lāčplēsis "björn-besegraren", från den lettiska episka berättelsen Lāčplēsis. Den konstitutionella församlingens sista möte tog plats i den nyrestaurerade byggnaden i november 1922. Byggnaden inrymde Saeima fram till premiärminister Kārlis Ulmanis kupp 1934. Denne antog titeln som president 1936 och byggnaden användes för hans styre.
Under andra världskriget var byggnaden säte för Lettiska socialistiska sovjetrepublikens församling under Sovjetunionens ockupation och högkvarter för SS samt polisen för det tyska Reichskommissariat Ostland under Nazitysklands ockupation. Efter kriget var byggnaden säte för Lettiska socialistiska sovjetrepublikens församling ytterligare nästan ett halvsekel.
Efter Lettlands återupptagna självständighet i maj 1990 användes byggnaden som säte för det interimsparlament som tjänstgjorde till dess den nya grundlagen trätt i kraft och landet valt ett nytt parlament enligt denna 1993. Sedan 1993 är det åter säte för Lettlands parlament.

## Introducerade ätter på Riddarhuset
Utslocknade ätter är markerade med (†), medan helt utdöda ätter är markerade med dubbla kors (††). I övrigt kan flera linjer, hus eller familjer ha oberoende från varandra naturaliserats, varför en del ätter förekommer flera gånger i listan.
- von Brömssen (Broemsen)
- Ekesparre
- Frölich
- von Gavel
- Helffreich
- Hilchen
- Kleist
- Lode
- von Walden[2][3]
- Wijnman

## Fotogalleri

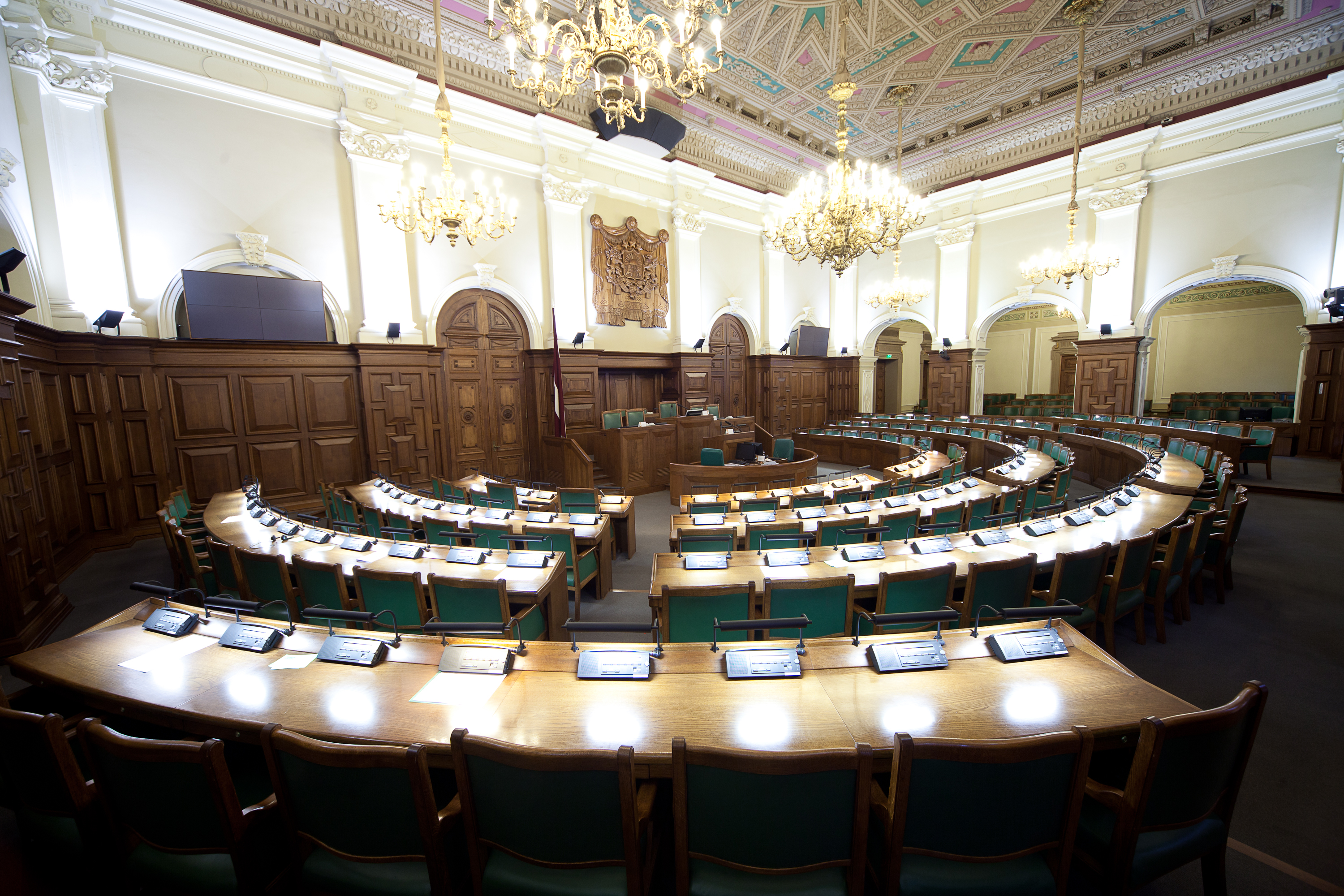
Plenarsalen
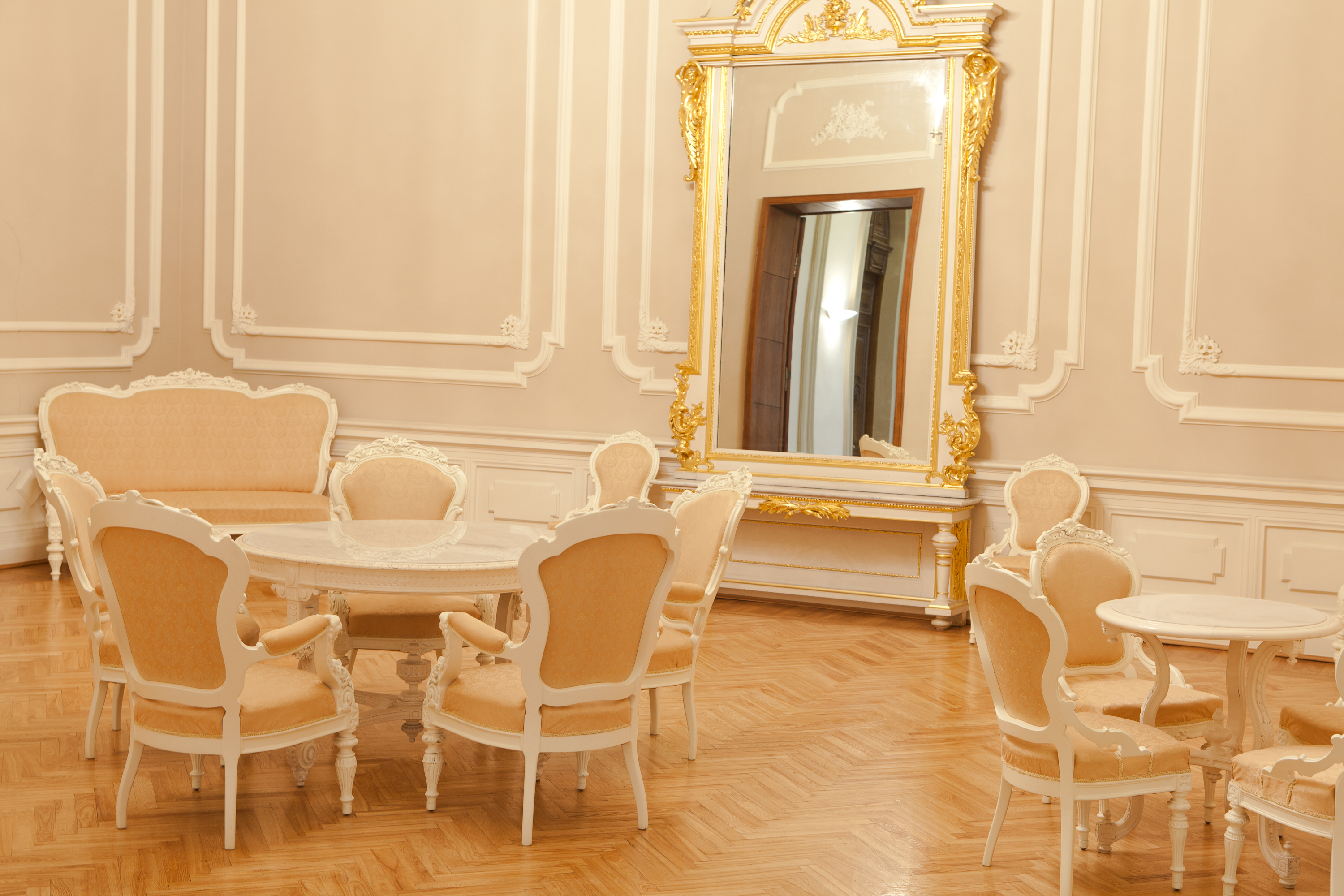
Gula rummet
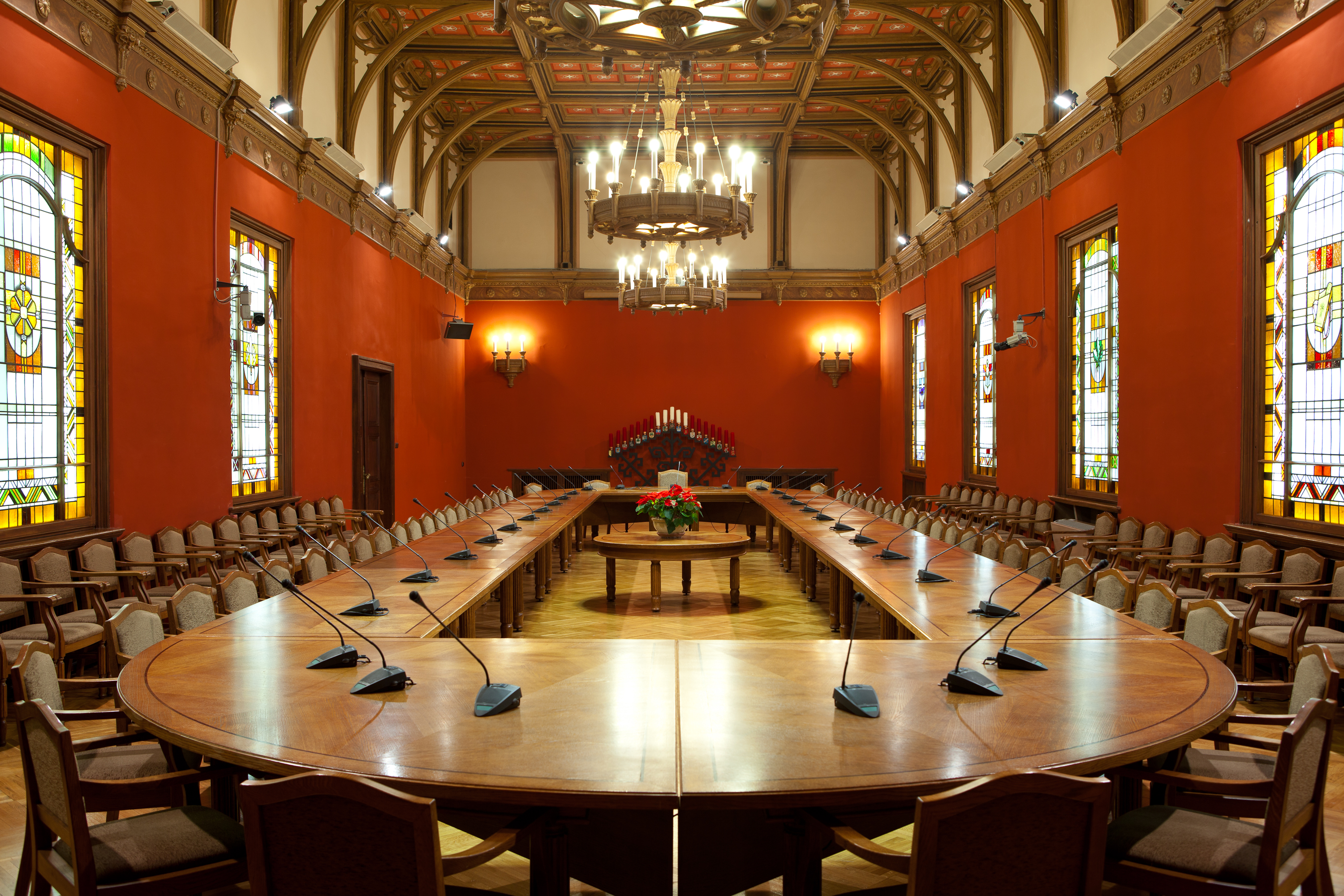
Röda rummet
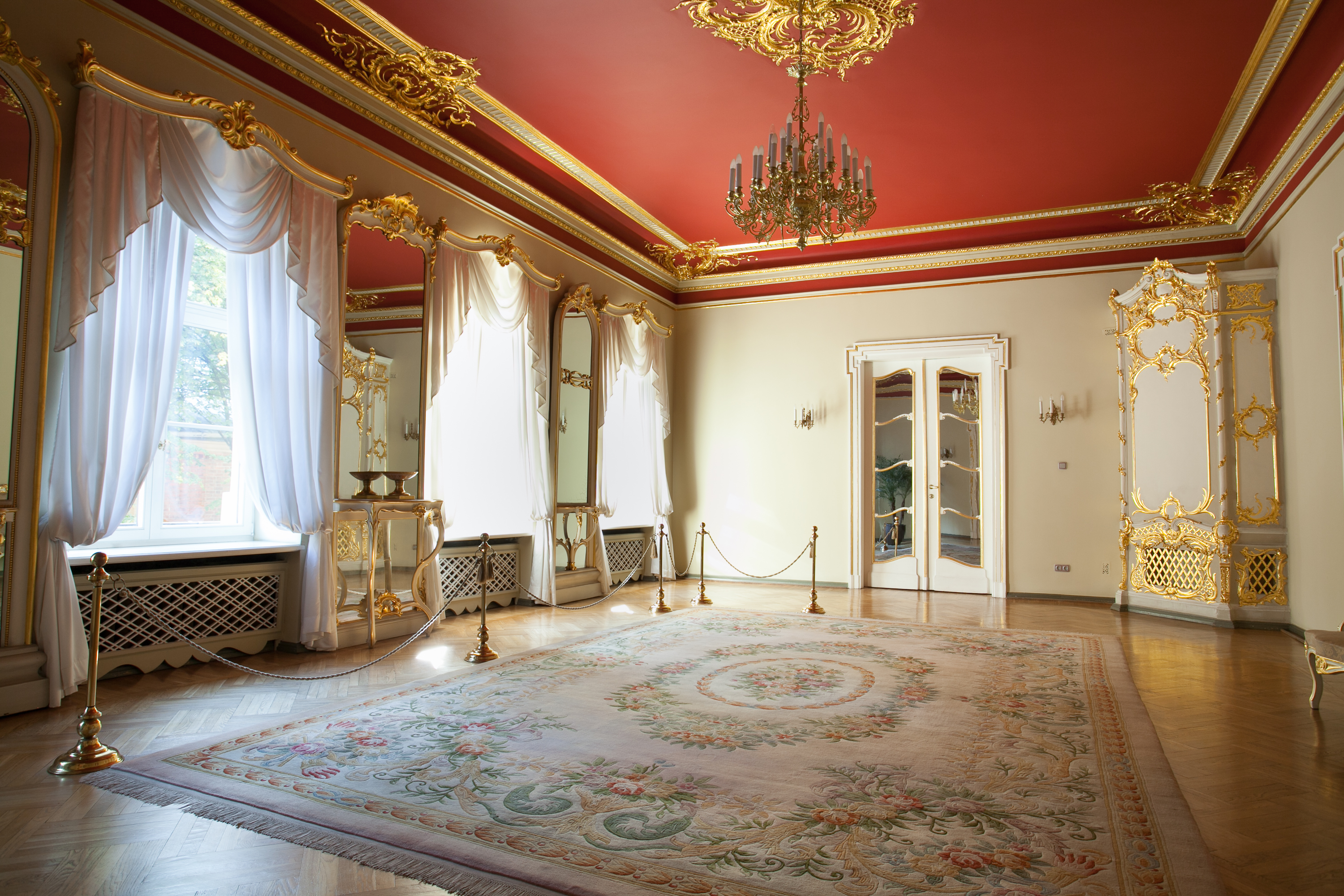
Vita rummet
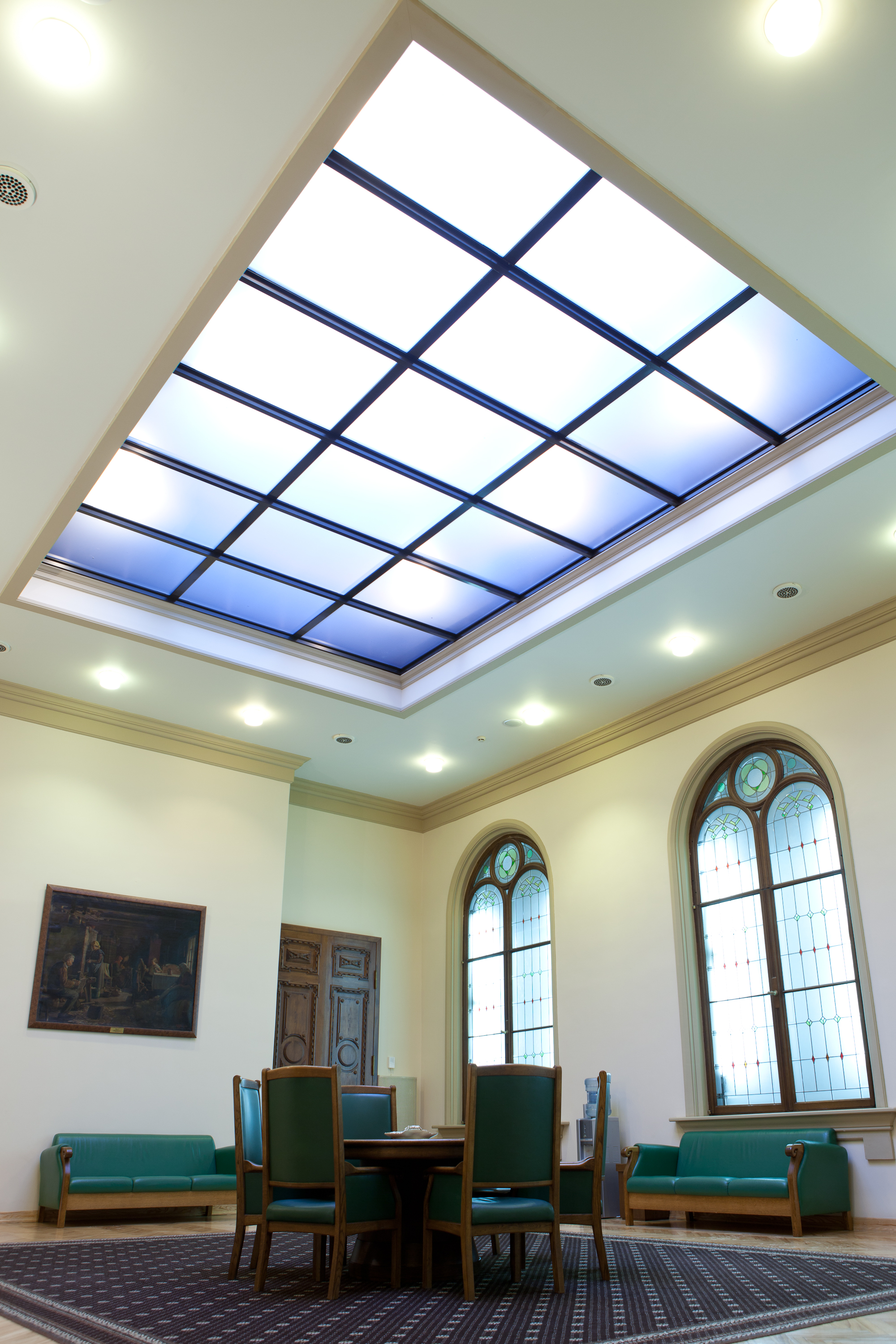
Omröstningssalen
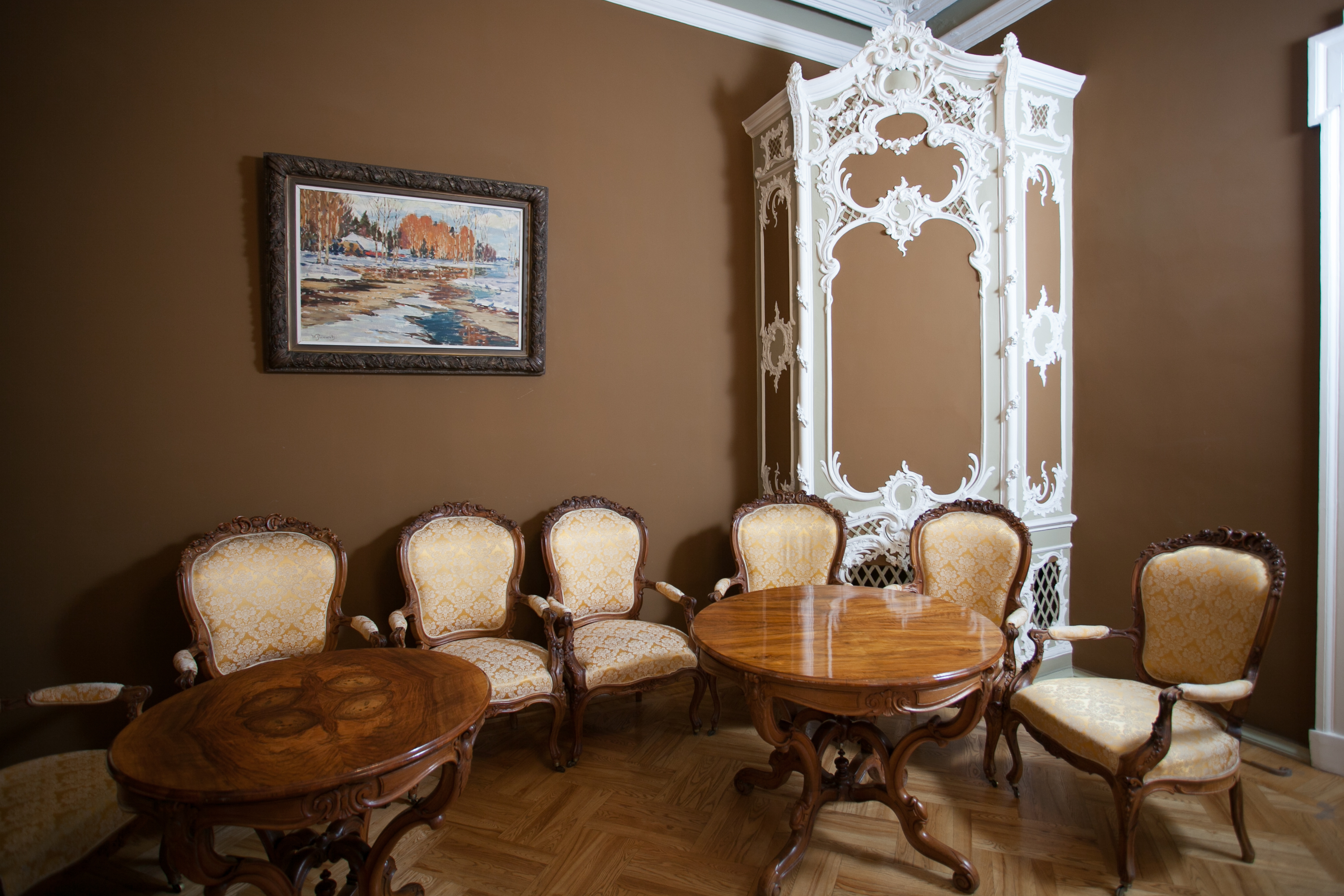
Bruna rummet
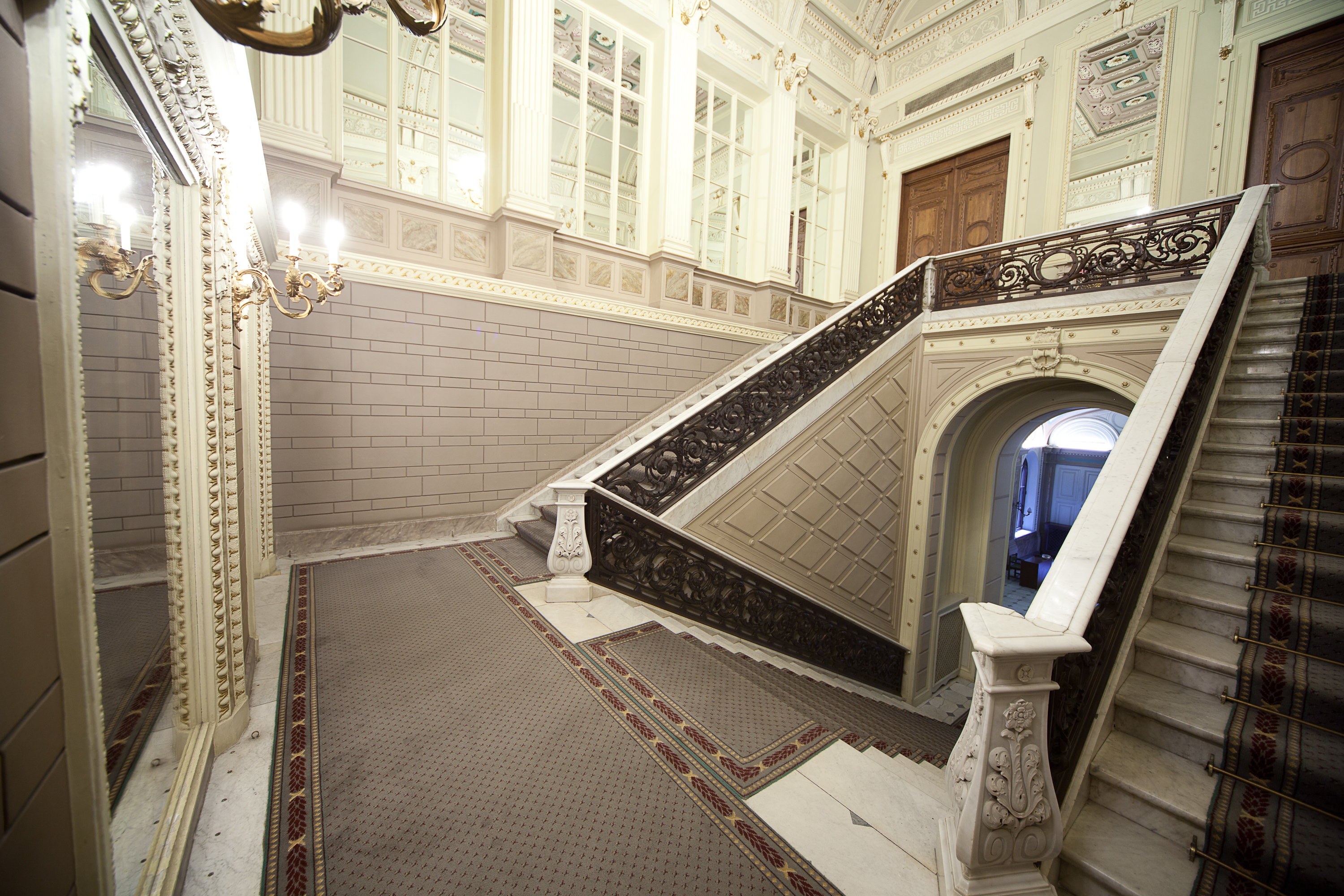
Stora trappan
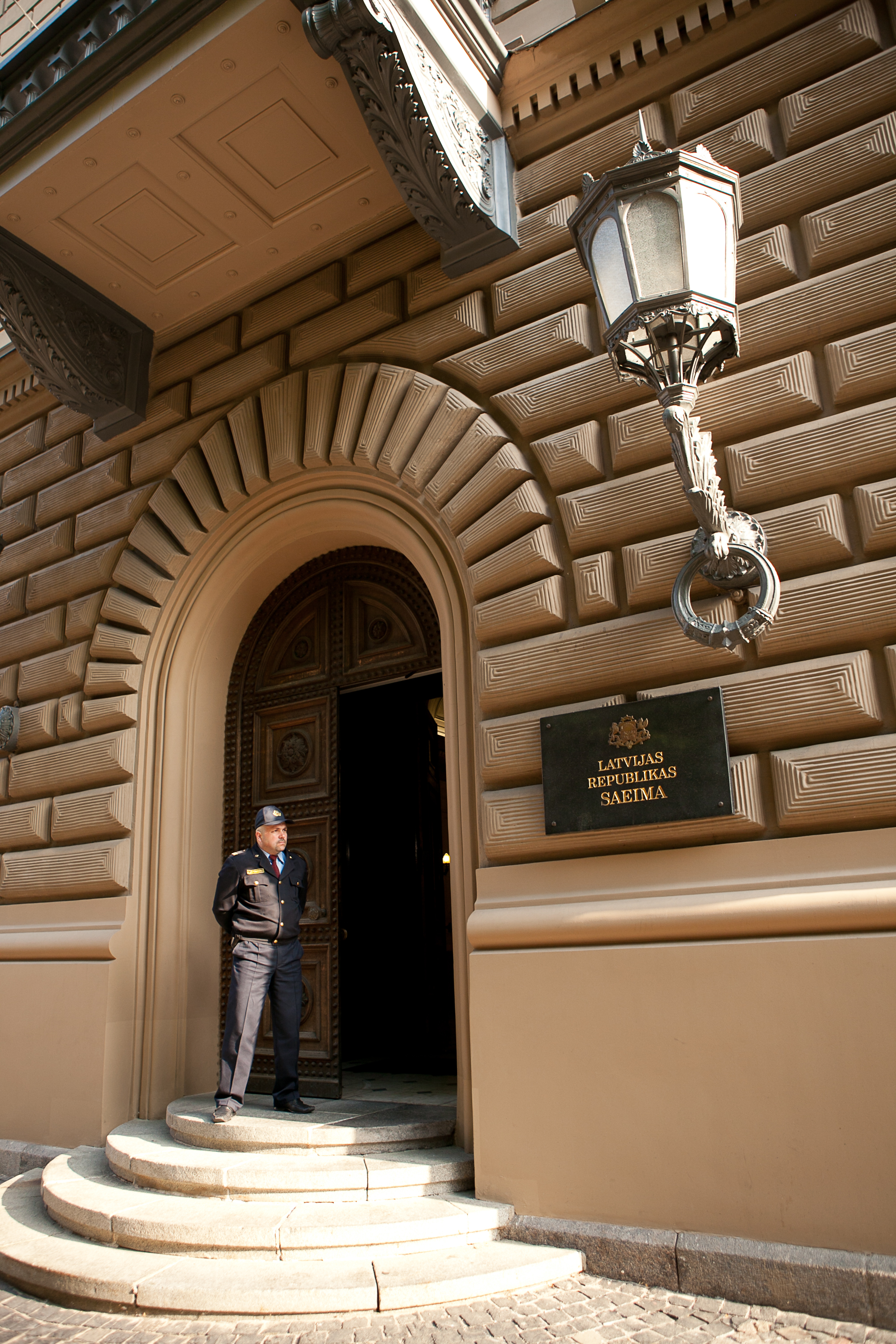
Huvudentrén på Klosteragatan
Staty över poeten Lāčplēsis, vilken förstördes under 1950-talet och restaurerades 2007